# Attacobius
Genre
Synonymes
- Myrmeques Roewer, 1935
- Morenilia Mello-Leitão, 1942
- Achalaicola Mello-Leitão, 1943

Attacobius est un genre d'araignées aranéomorphes de la famille des Corinnidae.

## Distribution
Les espèces de ce genre se rencontrent au Brésil et en Argentine.

## Liste des espèces
Selon World Spider Catalog (version 19.5, 02/11/2018) :
- Attacobius attarum (Roewer, 1935)
- Attacobius blakei Bonaldo & Brescovit, 2005
- Attacobius carimbo Pereira-Filho, Saturnino & Bonaldo, 2018
- Attacobius carranca Bonaldo & Brescovit, 2005
- Attacobius demiguise Pereira-Filho, Saturnino & Bonaldo, 2018
- Attacobius kitae Bonaldo & Brescovit, 2005
- Attacobius lamellatus Bonaldo & Brescovit, 2005
- Attacobius lauricae Pereira-Filho, Saturnino & Bonaldo, 2018
- Attacobius lavape Bonaldo, Pesquero & Brescovit, 2018
- Attacobius luederwaldti (Mello-Leitão, 1923)
- Attacobius nigripes (Mello-Leitão, 1942)
- Attacobius thalitae Pereira-Filho, Saturnino & Bonaldo, 2018
- Attacobius tremembe Pereira-Filho, Saturnino & Bonaldo, 2018
- Attacobius tucurui Bonaldo & Brescovit, 2005
- Attacobius uiriri Bonaldo & Brescovit, 2005
- Attacobius verhaaghi Bonaldo & Brescovit, 1998

## Publication originale
- Mello-Leitão, 1925 : Pequenas notas arachnologicas. Boletim do Museu Nacional, Rio de Janeiro, vol. 1, no 6, p. 455-463.